# Octophialucium indicum
Octophialucium indicum is een hydroïdpoliep uit de familie Malagazziidae. De poliep komt uit het geslacht Octophialucium. Octophialucium indicum werd in 1958 voor het eerst wetenschappelijk beschreven door Kramp. 